# Andreas Palicka
Andreas Miroslav Palicka (Lund, 1986. július 10. –) Európa-bajnok svéd válogatott kézilabdázó, a Redbergslids IK játékosa.

## Pályafutása

### Klubcsapatokban
Szülővárosában, a H43 Lundban kezdett kézilabdázni. 2002-ben került a Redbergslids csapatához, ahol bemutatkozhatott a felnőttek között és pályára léphetett a svéd élvonalban is. 2003-ban bajnoki címet nyert a csapattal. 2008-ban szerződött a német Bundesligába, a THW Kiel csapatához, ahol honfitársa, Mattias Andersson utódja lett. A Kiellel 2010-ben, 2012-ben, 2013-ban, 2014-ben és 2015-ben bajnoki címet, 2009-ben, 2011-ben, 2012-ben és 2013-ban pedig Német Kupát nyert. 2010-ben és 2012-ben Európában is csúcsra ért csapatával, a Kiel mindkét alkalommal megnyerte a Bajnokok Ligáját. 2015 nyarán a dán Aalborg Håndboldhoz igazolt, majd egy szezon elteltével visszatért Németországba, a Rhein-Neckar Löwen csapatához. 2021 decemberében személyes okokra hivatkozva felbontotta szerződését a német csapattal. Úgy döntött, hogy a szezon hátra lévő részét a korábbi svéd  csapatánál, a Redbergslids IK-nál tölti, majd 2022 nyarától a Paris Saint-Germain Handball játékosa lesz.

### A válogatottban
A 2007-ben Macedóniában rendezett U21-es világbajnokságon aranyérmet nyert a svéd korosztályos csapat tagjaként. A felnőtt válogatottban 2007. december 7-én mutatkozott be. 2018-ban ezüstérmes volt a Horvátországban rendezett Európa-bajnokságon. A 2021-es világbajnokságon szintén ezüstérmet szerzett, és a torna All-Star csapatába is beválasztották. A 2022-es Európa-bajnokságon a francia válogatott elleni győztes elődöntőn védései mellett három gólt is szerzett. Ezzel ő lett az első kapus, aki Európa-bajnoki mérkőzésen három találatot is el tudott érni. A spanyol válogatott elleni döntőn is szerzett egy találatot, emellett 11 védéssel segítette csapatát a bajnoki címhez.

## Magánélet
Édesapja Csehszlovákiából települt Svédországba. Nős, két gyermeke van.

## Sikerei, díjai
- Svéd bajnok: 2003
- Német bajnok: 2008-2009, 2009-2010, 2011-2012, 2012-2013, 2013-2014, 2014-2015, 2016-2017
- Francia bajnok: 2023
- Német Kupa-győztes: 2008-2009, 2010-2011, 2011-2012, 2012-2013, 2017-2018
- Német Szuperkupa-győztes: 2009, 2012, 2013, 2015, 2017, 2018
- Bajnokok Ligája-győztes: 2010, 2012
- All-Star csapat tagja világbajnokságon: 2021[9]